# Sainte Anne trinitaire de Tréméven
Le groupe sculpté Sainte Anne trinitaire de la Chapelle Saint-Jacques à Tréméven, une commune du département des Côtes-d'Armor dans la région Bretagne en France, est une sculpture datant du XVIe siècle. La sculpture en bois peint a été classée monument historique au titre d'objet le 12 janvier 1971.
L'Enfant Jesus, emmailloté à la manière des nourrissons de la région, est tenu par une Vierge adolescente, elle-même abritée par le manteau de sa mère Anne.